# Nampirejo
Nampirejo is een bestuurslaag in het regentschap Temanggung van de provincie Midden-Java, Indonesië. Nampirejo telt 1892 inwoners (volkstelling 2010).